# Twinkle Stars

## Información general
Título: Twinkle Stars o ¨Hoshi Wa Utau¨ (La melodía de las estrellas en España)
Categoría: Manga/Shōjo
Autora: Natsuki Takaya
Tomos:11

## Sinopsis
"Si las estrellas brillan... es porque están cantando..." 
La protagonista es Sakuya, que de niña fue abandonada por su padre y actualmente vive con su despreocupado primo Kanade y junto con sus dos amigos, Yuuri e Hijiri ven las estrellas una vez por semana. El día de su cumpleaños y en casa se encuentra a un joven llamado chihiro que el regala un vestido del color de las flores del cerezo. Ella cree que ese chico es amigo de Kanade y su primo cree que su novio. Al día siguiente ambos se sienten confundidos, ¿Quién será ese extraño joven que actúa tan raro? Días después aparece en el instituto de Sakuya y le dice que no quiere volver a verla ni que le llame por su nombre de pila. ¿Que pasará a partir de ahora?¿Quién es ese misteroso chico? 

## Personajes
Sakuya Shiina: La protagonista de la historia. Vive con su primo kanade (al que llama Kana-san cariñosamente) desde que la abandonó su padre. Le encanta observar las estrellas y su favorita es Alphard, la solitaria, una estrella de segunda categoría de la constelación de la Hidra. Sus dos mejores amigos son Yuuri( que siente algo por ella) e Hijiri su mejor amiga.
Kanade Miyako: Es el primo de Sakuya y cuida de ella. Es de carácter despreocupado y se dedica a la cerámica aunque es más un hobby que un trabajo, lo que provoca que mucha gente le considere un vago y un "bueno para nada." comentario que fastidia a Sakuya, que lo defiende.
Chihiro Aoi: Misterioso personaje que aparece con un regalo para Sakuya el día de su cumpleaños aunque ella no le conoce de nada. Tiene un carácter bipolar ya que al principio se muestra amable y luego no quiere que Sakuya le hable. Esconde un duro secreto: tiene a una chica en Tokio, la cual esta en coma, y a raíz de ello, Chihiro se va a vivir con sus tíos para no sufrir más.
Yuuri Murakami:Uno de los mejores amigos de Sakuya. De carácter animado recuerda al de un niño y su sueño es ser como Spiderman, en el primer capítulo hace su aparición por una ventana de la clase. Odia a Chihiro porque es más alto que él, aunque en realidad lo odia porque él está enamorado de Saku, o eso parece.
Hijiri Honjo:Mejor amiga de Sakuya, la suelen llamar "Sei" por la pronunciación del kanji de su nombre.
Sakura Amamiya:Es la chica a la que Chihiro conoció en Tokio. En el manga se insinúan que son novios pero no se menciona en ningún momento. En la actualidad está en coma. 
Yuichi:Tío de Chihiro, el cual es su tutor legal en la actualidad después de que su madre lo abandonara recientemente.
Yuto Murakami:Hermano mayor de Yuuri y jefe de Sakuya en su trabajo en una licorería familiar.
Shizuka Kutani:Tutor de clase de Sakuya y sus compañeros y consejero del club de aficionados a la astronomía (Hokan).